# Alexandre Deineka
Alexandre Alexandrovich Deineka (em russo:  Алекса́ндр Алекса́ндрович Дейне́ка - Kursk, 8 de maio de 1899 - Moscou, 12 de junho de 1969), foi um pintor, artista gráfico e escultor soviético.

## Biografia
Nascido em uma família de trabalhadores em ferrovias, estudou entre 1915 e 1917 na escola de artes em Kharkov, onde foi aluno do pintor Alexandre Lubimov. Apoiou a Revolução Russa, engajando-se no Exército Vermelho, entre 1919 e 1920. Depois, estudou no Vkhutemas, as escolas superiores de arte e técnica fundadas por Lenin em 1920. Lá ele conheceu Vladimir Favorsky, que vai ser o seu professor, e o poeta Vladimir Maiakovski, que foi uma grande influência na sua formação artística. Membro fundador de grupos como o Ost (" Ser "), ele fez o primeiro grande trabalho histórico revolucionário em 1928: A Defesa de Petrogrado. Em torno de 1931, tornou-se membro da Associação de Artistas Proletários.
Na década de 1930 fez muitos cartazes de propaganda coloridos e animados.
Durante a Segunda Guerra Mundial produziu pinturas monumentais, incluindo Subúrbios de Moscou. Novembro de 1941. 
Faleceu em 12 de junho de 1969 e foi sepultado no cemitério de Novodevitchi em Moscou.

## Condecorações e prêmios
- Herói do trabalho socialista (1969)
- Prêmio Lenin
- Artista do Povo da URSS (1963)
- Ordem de Lenin
- Ordem do Estandarte Vermelho do Trabalho